# Carmen Martínez-Illescas Naveiras
Carmen Martínez-Illescas Naveiras (Barcelona, 3 juny 1889 - Barcelona, 3 gener 1973) Coneguda com Carmen Illescas, va ser una actriu i locutora pionera de Ràdio Barcelona.
Nascuda a Barcelona, era la primera filla de l'almirall Rafael Martínez-IIlescas de Egea i la segona esposa Maria Antonia Naveiras Vivero. Molt aviat va quedar òrfena de mare, essent atesa i cuidada per la fidel Mama Lola (la filla del primer matrimoni del seu pare) que la va acompanyar durant gran part de la seva carrera.
Un cop acabats els estudis bàsics, malgrat el rebuig del pare, es va interessar pel teatre i va fer una brillant carrera escènica. Es va casar amb l'actor Carles Guart i va tenir una filla, Enriqueta Guart, que va seguir llurs passos. A inicis de la dècada de 1930, amb quaranta-tres anys, va considerar que ja no podia mantenir el ritme de les funcions diàries i les gires per Espanya i Amèrica i va decidir acceptar l'oferta de Ràdio Barcelona.
Va ser contractada l'1 de setembre de 1932 per assumir el paper de locutora de Rádio Fèmina, per substituir Maria Cinta Balagué. Era un programa innovador de gran audiència que donava consells de bellesa i salut, seleccionava música, poesies i textos literaris, de vegades escrits per les mateixes oients que, si tenien aptituds, eren convidades a llegir-los elles mateixes, fet que era considerat molt modern.
Fins a l'esclat de la Guerra Civil, va alternar la feina de locutora, presentadora i anunciadora, amb la d'actriu del quadre escènic de l'emissora.
Amb la derrota del bàndol republicà, malgrat no tenir implicacions polítiques de cap mena, va ser apartada del micròfon i relegada als controls de so, tot i que va continuar com actriu a Radio Teatro EAJ-1 i fent doblatge.
La revista Ondas, dedicada al món audiovisual, va afirmar que Carmen Martínez-Illescas havia tingut la más larga carrera radiofónica de España. El 1969, als vuitanta anys, va ser condecorada amb la Medalla al Mèrit en el Treball. En honor seu, Ràdio Barcelona va emetre El rosal de las tres rosas, interpretada per ella mateixa, la seva filla Enriqueta Guart Illescas i la seva néta Maria Dolores Gispert Guart, també actrius i continuadores de la nissaga.
El 3 de gener de 1973 va morir a Barcelona, a l'edat de vuitanta-tres anys.